# Procès de Derek Chauvin
Le procès de Derek Chauvin, ou État du Minnesota contre Derek Michael Chauvin, est une affaire pénale américaine jugée par le tribunal de district du Minnesota dans laquelle le policier de Minneapolis Derek Chauvin est jugé et condamné pour le meurtre de George Floyd lors d'une arrestation le 25 mai 2020. Chauvin est reconnu coupable de meurtre involontaire au deuxième degré, de meurtre au troisième degré et d'homicide involontaire au deuxième degré ; la première accusation aurait pu entraîner une peine maximale de 40 ans de prison. Il s'agissait de la première condamnation d'un officier blanc au Minnesota pour le meurtre d'une personne noire. Le 25 juin 2021, Chauvin est condamné par le juge de première instance à 22 ans et demi de prison pour meurtre au second degré, soit 10 ans de plus que les lignes directrices en matière de peine, qui prévoient 12 ans et demi.
Le procès s'est tenu au Hennepin County Government Center à Minneapolis, et s'est déroulé du 8 mars 2021 au 20 avril. C'était le premier procès pénal au Minnesota à être entièrement télévisé et le premier dans un tribunal d'État à être diffusé en direct. Le procès a bénéficié d'une large couverture médiatique, plus de 23 millions de personnes ayant suivi l'annonce du verdict en direct à la télévision.

## Contexte

### Meurtre de George Floyd
Derek Chauvin était l'un des quatre officiers de la police de Minneapolis (MPD) impliqués dans l'arrestation de George Floyd le 25 mai 2020, soupçonné d'avoir utilisé un faux billet de 20 dollars sur un marché. Il a également servi d'agent de formation sur le terrain pour l'un des autres agents impliqués. Alors que Floyd était menotté et allongé face contre terre dans la rue, Chauvin s'est agenouillé sur le cou de Floyd pendant neuf minutes et 29 secondes. Pendant une partie de ce temps, deux autres agents se sont agenouillés sur le dos de Floyd. Pendant les deux dernières minutes, Floyd était immobile et n'avait pas de pouls.
Une lecture du rapport de police initial ne montre aucune mention du traitement de Floyd lors de son arrestation. Le rapport trompeur indique « un incident médical pendant l'interaction avec la police ». Beaucoup pensent que Chauvin n'aurait jamais été condamné si la vidéo prise par Darnella Frazier avec son téléphone portable n'avait pas fait surface. Le gouverneur du Minnesota, Tim Walz, a publiquement remercié Frazier en disant : « Prendre cette vidéo, je pense que beaucoup de gens le savent, est peut-être la seule raison pour laquelle Derek Chauvin ira en prison. »
Deux autopsies ont révélé que la mort de Floyd était un homicide. Au moment de son meurtre, Floyd s'était également remis du Covid-19 et souffrait d'une maladie cardiaque, et avait du fentanyl et de la méthamphétamine dans son organisme.

### Arrestation, inculpation et caution
Chauvin a été arrêté le 29 mai 2020 et initialement accusé de meurtre au troisième degré et d'homicide involontaire au deuxième degré,, ce qui fait de lui le premier policier blanc du Minnesota à être accusé du meurtre d'un civil noir,. Le 3 juin, les accusations ont été modifiées pour inclure le meurtre au deuxième degré, plus précisément le meurtre au deuxième degré involontaire lors d'une tentative d'agression grave. Chauvin a été libéré sous caution conditionnelle le 7 octobre 2020 après avoir déposé une caution d'un million de dollars,. Les documents du tribunal prévoyaient que sa libération était supervisée et qu'elle serait annulée s'il refusait de se présenter devant un magistrat, s'il refusait de se présenter au tribunal aux dates prévues, s'il quittait l'État du Minnesota sans l'approbation du tribunal ou s'il avait des contacts avec la famille de Floyd.

### Procédures préalables au procès
Le 29 août 2020, les avocats de Chauvin ont déposé une demande de rejet de l'affaire, affirmant que Floyd était très probablement mort à cause de la consommation de drogues et de conditions médicales préexistantes. Le même jour, les procureurs ont demandé une augmentation des peines potentielles pour les quatre officiers au-delà des lignes directrices pour les quatre accusés, arguant que Floyd était vulnérable lorsqu'il était maintenu au sol avec des menottes et qu'il a été traité cruellement,,.
Le 12 novembre 2020, le juge Cahill a initialement décidé que Chauvin et les trois autres officiers seraient jugés ensemble,. Le 11 janvier 2021, Cahill a inversé cette décision de sorte que cette affaire ne concerne que le procès de Chauvin, séparément des autres officiers.
Le 22 octobre 2020, Cahill a rejeté l'accusation de meurtre au troisième degré, mais pas les accusations de meurtre non intentionnel au deuxième degré et d'homicide involontaire au deuxième degré,. Le 11 mars 2021, en appel, Cahill a rétabli l'accusation de meurtre au troisième degré contre Chauvin,. La décision a été prise après que la Cour suprême du Minnesota, le 10 mars, ait rejeté la demande de révision de la défense d'une décision de la Cour d'appel exigeant que Cahill reconsidère le rétablissement de l'accusation,.
Le 19 mars 2021, après avoir pris en compte le fait que les drogues découvertes dans le SUV où Floyd était détenu ont été confirmées comme contenant son ADN, Cahill a autorisé la défense à présenter des preuves limitées de l'arrestation de Floyd en mai 2019 (lorsqu'il a résisté aux officiers et a avalé des drogues, ce qui a conduit à une pression artérielle dangereusement élevée), a rejeté un psychiatre légiste que l'accusation voulait faire témoigner que Floyd se comportait comme une personne normale et effrayée lors des arrestations, et a rejeté une motion visant à reporter le procès à la lumière de la publicité du règlement civil.

## Procès

### Juge et avocats

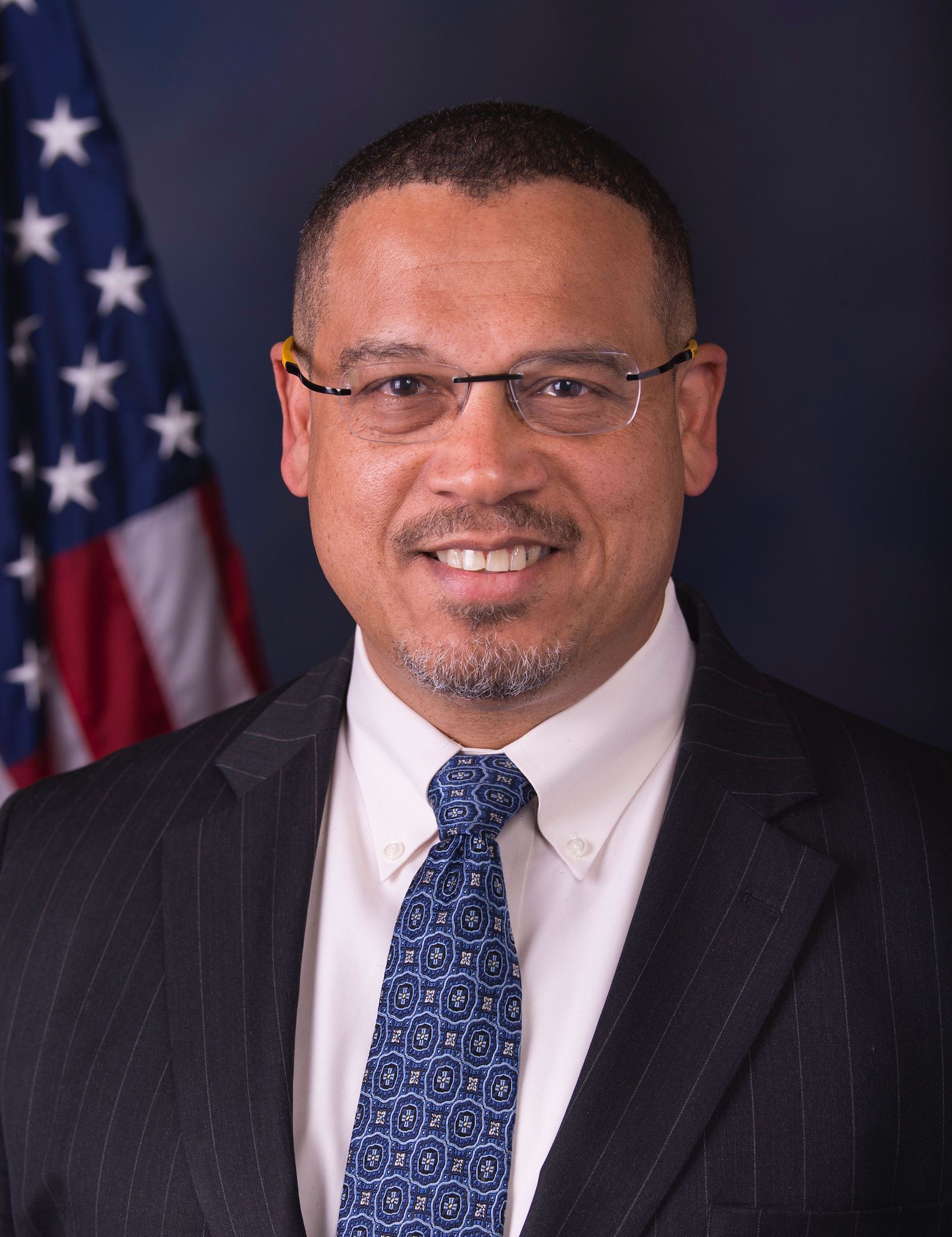
Le procureur général Keith Ellison.

Le juge Peter Cahill du comté de Hennepin a présidé l'affaire. Cahill est juge depuis 2007 et a précédemment travaillé en tant que défenseur public et procureur.
Le 31 mai 2020, le gouverneur Tim Walz a annoncé que le procureur général Keith Ellison dirigerait l'accusation à la place du procureur du comté Michael O. Freeman. Freeman a fait l'objet de protestations et a ensuite été disqualifié pour travailler sur l'affaire,. Ellison était habituellement présent dans la salle d'audience mais ne participait pas à la présentation des arguments juridiques.
L'équipe de l'accusation était composée de Matthew Frank, procureur général adjoint du Minnesota, qui faisait office de procureur principal, Jerry W. Blackwell, Steven Schleicher et Erin Eldridge,. Ellison a fait appel à une équipe d'avocats du cabinet Hogan Lovells après que Neal Katyal, professeur à la Georgetown Law School et ancien Solicitor General des États-Unis par intérim, ait proposé son aide pour élaborer la stratégie et les requêtes. Katyal a déclaré qu'Ellison avait invité la mère d'Eric Garner à la réunion quotidienne de l'accusation et que sa présence soulignait à quel point l'affaire Chauvin était aussi un effort « pour obtenir une mesure de justice pour toutes les familles noires qui ont perdu des êtres chers à cause de la violence policière mais n'ont jamais vu une salle d'audience. » Blackwell, un avocat spécialisé dans les droits civils et les délits d'entreprise, a rejoint l'équipe de l'accusation à titre gracieux. Il est connu pour sa capacité à présenter des questions juridiques complexes en anglais simple aux jurés. Chauvin était représenté par l'avocat de la défense Eric Nelson, indemnisé par l'Association des policiers et des agents de la paix de Minneapolis, qui fournit des services à ses membres. Nelson est l'un des douze avocats affectés à tour de rôle aux membres actuels et anciens qui ont besoin de services juridiques liés à leur travail.

### Jury
Le 22 décembre 2020, les jurés potentiels du comté d'Hennepin ont reçu par courrier un questionnaire les interrogeant sur leurs opinions sur le système de justice pénale, la police et les mouvements sociaux. Le questionnaire demandait également aux jurés potentiels de révéler combien de fois ils avaient visionné les vidéos du meurtre de Floyd et s'ils avaient participé aux manifestations et émeutes consécutives à la mort de George Floyd.
Le procès s'est déroulé au Hennepin County Government Center à Minneapolis. Le 8 mars 2021, la sélection des jurés a été reportée au moins jusqu'au 9 mars, en attendant l'examen de l'accusation de meurtre au troisième degré contre Chauvin. La sélection des jurés a commencé ce jour-là, la question du meurtre au troisième degré n'étant toujours pas résolue par la Cour d'appel. Pendant la sélection des jurés, les jurés potentiels ont été interrogés sur leur point de vue sur Black Lives Matter, Blue Lives Matter et le défiscalisation de la police,. Les jurés ont également été interrogés sur le règlement de 27 millions de dollars conclu entre Minneapolis et la famille de Floyd, et deux jurés ont été excusés après que la nouvelle du règlement ait modifié leur capacité à être impartiaux. Douze jurés anonymes et trois suppléants ont été désignés le 23 mars, dont six blancs, quatre noirs et deux métis,. Le troisième jour du procès, un juré a eu une « réaction liée au stress » mais a refusé de se faire soigner.

### Déclarations introductives

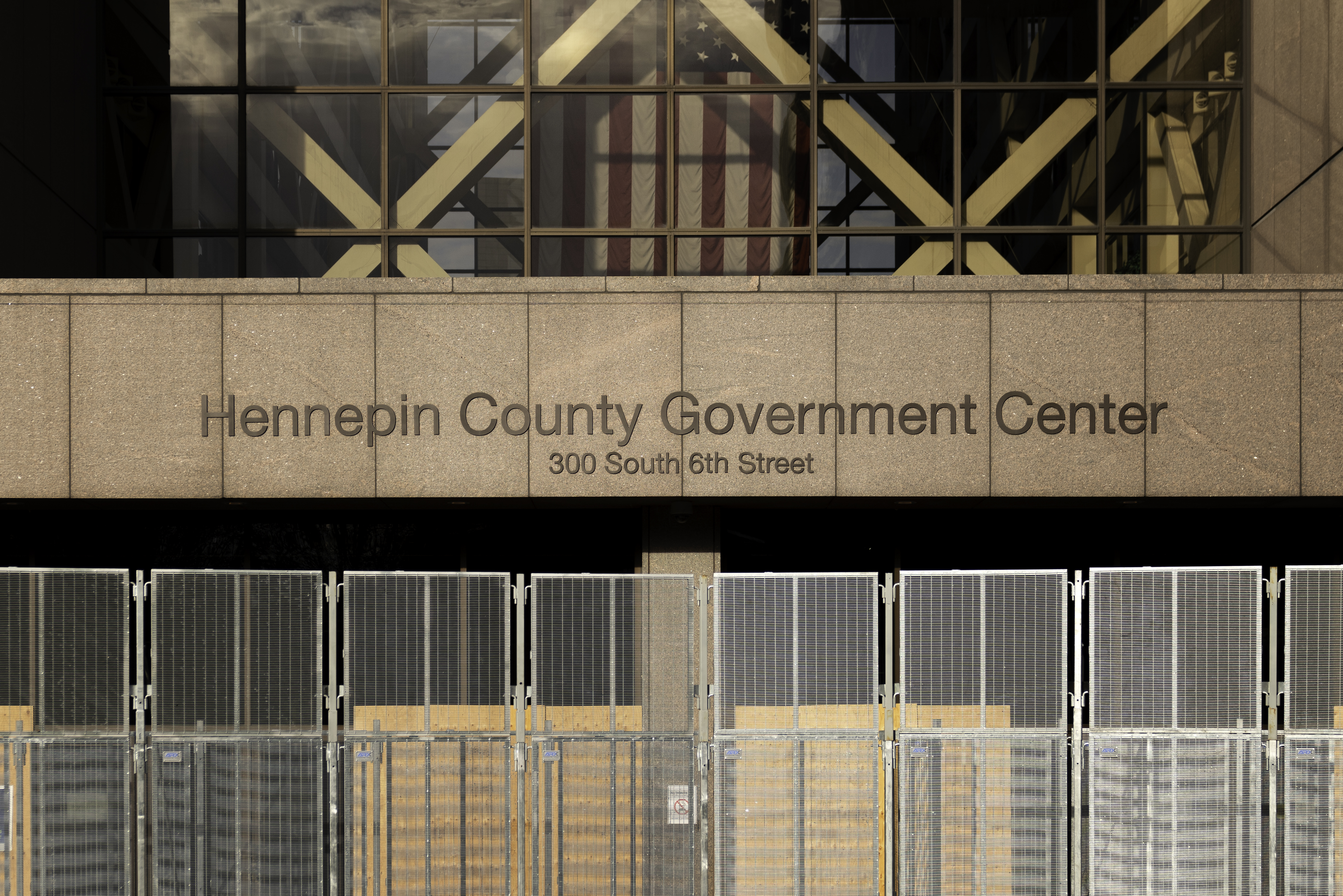
Clôture érigée autour du centre gouvernemental du comté de Hennepin en préparation du procès.

Les déclarations d'ouverture de l'accusation et de la défense ont été entendues le 29 mars 2021. Le procureur Jerry Blackwell a commencé les déclarations d'ouverture en disant que « M. Chauvin a trahi son badge » tandis que l'avocat de la défense Eric Nelson a déclaré que « Chauvin a fait exactement ce qu'il avait été formé à faire. » La déclaration d'ouverture de Nelson a attiré l'attention sur les témoins oculaires qui ont assisté à la mort de Floyd, qu'il a qualifiés de foule indisciplinée et menaçante.

### Dossier d'accusation
L'accusation a commencé à présenter ses arguments le 29 mars 2021, et s'est reposée le 13 avril après 11 jours de témoignages de 38 personnes.

#### Témoins de l'accusation
Environ 400 personnes figuraient sur une liste de témoins potentiels du procès, mais seules 38 ont été appelées à témoigner. Les témoins de l'accusation étaient :
- Jena Scurry, une répartitrice du 911 qui a reçu l'appel concernant l'utilisation par Floyd d'un faux billet ; elle a assisté à l'arrestation de Floyd via une vidéo en direct et s'est inquiétée de la manière dont il a été arrêté, ce qui l'a amenée à appeler un sergent de police au sujet de l'arrestation[47].
- Alisha Oyler, une passante qui a filmé le meurtre de Floyd.
- Donald Williams II, un passant et combattant professionnel de MMA[48],[49], qui a témoigné que Chauvin, en s'agenouillant sur le cou de Floyd, appliquait un « étranglement sanguin »[50], que Chauvin « se trémoussait pour réaliser l'étranglement final » sur Floyd, que la procédure d'arrestation était une « torture »[51], et qu'il a appelé le 911 pour Chauvin parce qu'il pensait avoir « assisté à un meurtre »[52].
- Darnella Frazier et trois autres témoins mineurs qui ont assisté au meurtre de Floyd ont témoigné hors caméra. Frazier est le témoin qui a enregistré la vidéo largement diffusée qui a remis en cause le rapport de police initial[53]. Elle a témoigné que Floyd était « terrifié, effrayé, suppliant pour sa vie », et disant « Je ne peux pas respirer », tandis que Chauvin « nous fixait simplement » avec « ce regard froid »[53].
- Genevieve Hansen, une passante et un pompier certifié EMT du Minneapolis Fire Department (MFD), qui a été témoin de l'état de Floyd et a voulu le soigner mais n'y a pas été autorisée[54],[55]. Hansen a déclaré avoir vu que Floyd « avait un état de conscience altéré », car il ne répondait pas aux « stimuli douloureux » du genou de Chauvin sur son cou. Elle voulait vérifier l'état de conscience de Floyd, commencer les compressions thoraciques, ainsi que prodiguer d'autres soins médicaux, mais la police lui a refusé l'accès à Floyd[56].
- Christopher Martin, un employé de Cup Foods qui aurait reçu le faux billet de Floyd[57]. Martin a déclaré qu'« il semblerait que [Floyd] était défoncé » mais qu'il était capable de parler et de communiquer[58].
- Christopher Belfrey, un passant garé derrière le SUV de Floyd qui a commencé à enregistrer une vidéo après avoir vu l'officier Lane pointer une arme sur Floyd[46].
- Charles McMillian, un passant qui a eu une conversation avec Floyd lorsque ce dernier était dans la voiture de police[59].
- Le lieutenant Jeff Rugel, chef de l'unité de technologie commerciale du MPD, qui connaissait bien les images des caméras corporelles de la police[46],[60].
- Courteney Ross, la petite amie de Floyd[61], qui a témoigné que Floyd a lutté contre une dépendance aux opioïdes après qu'il utilisait des opioïdes pour traiter des maux de dos, qu'il avait déjà été hospitalisé pour une overdose et qu'elle se trouvait dans la voiture avec un fournisseur au moment de son arrestation[62]. Elle a pleuré en décrivant sa relation avec Floyd[63].
- Seth Bravinder et Derek Smith, les ambulanciers de Hennepin qui sont intervenus sur la scène du meurtre de Floyd, ont témoigné qu'ils n'ont vu aucun signe de respiration ou de mouvement de Floyd à leur arrivée, qu'ils n'ont détecté aucun battement de cœur une fois qu'ils ont pu accéder à Floyd, et qu'ils n'ont pas réussi à réanimer Floyd[64]. Smith a déclaré que lorsqu'ils sont arrivés, il croyait que Floyd était déjà mort[64].
- Le capitaine Jeremy Norton du MFD, qui s'est rendu sur les lieux et a signalé ce qui s'était passé à ses supérieurs. Norton a déclaré qu'il « était inquiet qu'un homme ait été tué en garde à vue[46]. »
- Ret. Le sergent David Pleoger, un superviseur de la police. Le répartiteur du 911, Scurry, l'a appelé pour lui faire part de son inquiétude concernant l'arrestation. Pleoger est arrivé sur les lieux après que Floyd ait été emmené en ambulance[65]. Pleoger a témoigné que les officiers ayant procédé à l'arrestation « auraient pu mettre fin à leur contrainte » sur Floyd une fois qu'il a cessé de leur résister alors qu'il était menotté au sol[65].
- Le sergent Jon Edwards du MPD, qui a témoigné qu'il s'est rendu sur les lieux du crime, a dit à Lane et Kueng d'allumer leurs caméras corporelles et a tenté d'interroger les témoins[46],[66].
- Le lieutenant Richard Zimmerman, un enquêteur de la police municipale chargé des homicides et son officier le plus expérimenté[67]. Zimmerman a témoigné que l'agenouillement de Chauvin sur le cou de Floyd pendant une période prolongée était « totalement inutile » et qu'un tel geste « peut tuer ». Zimmerman a également déclaré qu'une fois que les suspects sont menottés, « le niveau de menace baisse complètement », et que la police « doit les sortir de la position couchée dès que possible parce que cela limite leur respiration[67]. »
- Bradford Wankhede Langenfeld, le médecin résident en médecine d'urgence au Hennepin County Medical Center qui a prononcé le décès de Floyd[46]. Il a témoigné que pour toute personne dont le cœur s'est arrêté (comme Floyd), les chances de survie diminuent de 10 à 15 % chaque minute où la réanimation cardio-pulmonaire (RCP) n'est pas tentée[68].
- Medaria Arradondo, chef du MPD[69]. Arradondo a témoigné que Chauvin avait violé la politique, la formation et l'éthique du département en continuant à maîtriser Floyd de cette manière à différents stades : lorsque Floyd avait cessé de résister, qu'il ne réagissait plus et qu'il était « immobile ». En plus de citer le « caractère sacré de la vie » et le « devoir de diligence », Arradondo a ajouté que Chauvin avait violé la politique du département en ne désescaladant pas la situation lorsque cela était possible et en ne fournissant pas de soins médicaux immédiats à Floyd[69],[70].
- L'inspecteur Katie Blackwell, qui était le commandant de la division de formation du MPD au moment du meurtre de Floyd[69]. Blackwell a témoigné que la politique du MPD était de former les officiers à utiliser leurs bras pour effectuer une immobilisation du cou d'un suspect, au lieu d'utiliser le genou d'un officier comme l'a fait Chauvin. Elle a également déclaré que pendant toute la durée du mandat de Chauvin au sein du service, les officiers de la MPD « ont été formés à l'asphyxie posturale », et ont donc reçu pour instruction de déplacer les suspects sur le côté « dès que possible » une fois qu'ils sont « sous contrôle »[71].
- Le sergent Ker Yang, un formateur de crise de la MPD, a expliqué que l'écoute est la clé de l'intervention en cas de crise et que les agents « doivent procéder à une désescalade » lorsque « cela est sûr et faisable »[46].
- Le lieutenant Johnny Mercil, l'expert de l'État sur la politique et la formation du MPD en matière de recours à la force, a témoigné que les officiers sont formés pour utiliser le moins de force possible pour maîtriser un suspect et pour désamorcer leur contrainte une fois le suspect maîtrisé. Il a également déclaré que l'agenouillement sur le cou de Floyd violait la politique, l'éthique et la formation de la police[72].
- L'officier Nicole Mackenzie, coordinatrice du soutien médical, est l'experte de la police militaire de l'État en matière de questions médicales. L'avocat de la défense Nelson l'a interrogée sur la respiration agonale qu'elle a expliquée comme étant des halètements irréguliers et inefficaces. Nelson a demandé si elle pouvait être confondue avec une respiration efficace dans « certaines circonstances où il y a beaucoup de bruit, ou beaucoup d'agitation ». Elle a répondu par l'affirmative, mais lors d'un autre interrogatoire de l'accusation, lorsqu'on lui a demandé si une foule hostile pouvait dispenser un agent de donner une aide médicale d'urgence, Mackenzie a répondu par l'affirmative, mais seulement « si l'agent était agressé physiquement. » Elle a également déclaré que même si une personne peut parler, cela ne signifie pas qu'elle respire correctement[73].
- Le sergent Jody Stiger du département du LAPD, un expert national sur l'usage de la force par la police[74]. Stiger a témoigné que la vidéo montrait que Chauvin ne changeait pas la force qu'il appliquait sur la zone du cou de Floyd pendant la contrainte[75]. Selon Stiger, « aucune force n'était raisonnable dans cette position » où Floyd était couché et menotté. Dans cette position, Floyd « n'essayait pas de résister, n'essayait pas d'agresser les officiers, de donner des coups de pied, de frapper », a opiné Stiger. La pression exercée par le poids du corps de Chauvin dans cette position peut « provoquer une asphyxie posturale et pourrait causer la mort », a dit Stiger[75]. Stiger a témoigné que Chauvin a exécuté une technique de conformité à la douleur sur le poignet et les articulations de Floyd, même si Floyd était couché, ne résistait pas et était apparemment incapable de se conformer ; cette technique a été appliquée pendant une période de temps excessive[75]. Bien que Stiger ait déclaré qu'une foule qui s'injurie pouvait être considérée comme « une menace potentielle », Stiger a également témoigné que pour les spectateurs de l'arrestation de Floyd : Stiger a également déclaré que pour les spectateurs de l'arrestation de Floyd, « je ne les ai pas perçus comme une menace », car la plupart de leurs remarques verbales étaient dues à leur « préoccupation » pour Floyd. Stiger était d'accord avec l'affirmation de l'avocat de la défense Nelson selon laquelle la police était formée pour placer un genou entre les omoplates des suspects, mais il n'était pas d'accord avec l'affirmation de Nelson selon laquelle Chauvin avait placé son genou « sur » les omoplates de Floyd, plutôt que « au-dessus »[74].
- L'agent spécial James Reyerson du Bureau d'appréhension criminelle du Minnesota (BCA) a témoigné qu'il avait interrogé le chef Arradondoas de Minneapolis pendant l'enquête sur le meurtre de Floyd[76].
- McKenzie Anderson, un médecin légiste de la BCA qui a analysé le SUV de Floyd et la voiture de police des officiers, a testé huit taches positives pour l'ADN de Floyd, dont sept taches de sang[46].
- Breahna Giles, une chimiste légiste du BCA qui a témoigné que les pilules trouvées dans le SUV de Floyd contenaient du fentanyl et de la méthamphétamine[46].
- Susan Neith, une chimiste judiciaire qui a témoigné que trois pilules trouvées à l'intérieur du SUV et de la voiture de police contenaient une concentration de fentanyl inférieure à 1 % et une concentration de méthamphétamine de 1,9 à 2,9 %, alors que « la majorité du temps », Neith voit « 90 à 100 % de méthamphétamine »[46].
- Martin J. Tobin, pneumologue, spécialiste des soins intensifs, physiologiste et expert reconnu en matière d'insuffisance respiratoire, qui a déclaré que le manque d'oxygène au cerveau et au cœur a conduit à la mort de Floyd[77]. Tobin a témoigné que Floyd est mort d'un faible taux d'oxygène causé par une asphyxie qui a entraîné des lésions cérébrales et un arrêt cardiaque, et qu'il n'est pas mort d'une surdose de fentanyl[77].
- Daniel Isenschmid, un toxicologue judiciaire, a témoigné que le rapport entre le fentanyl et le norfentanyl dans le sang de Floyd était de 1,96 ng/ml, ce qui est inférieur à la moyenne de 9,05 dans les cas post-mortem et de 3,2 dans les cas de conduite en état d'ivresse, ajoutant que les victimes d'overdose ont rarement du norfentanyl dans leur sang[46]. Il a également témoigné que le niveau de méthamphétamine de Floyd se situait dans les 5,9 % inférieurs d'un échantillon de cas de méthamphétamine de conduite en état d'ivresse[46].
- Bill Smock, spécialiste en médecine légale, chirurgien et ancien médecin des urgences, qui a témoigné que Floyd est mort d'un manque d'oxygène et non d'une overdose de fentanyl[46].
- Lindsey Thomas, pathologiste médico-légale[78], a déclaré qu'il n'y avait « aucune preuve » indiquant que Floyd « serait mort cette nuit-là, sauf pour les interactions avec les forces de l'ordre ». Mme Thomas a déclaré que les nombreuses vidéos de l'arrestation de Floyd ne montraient pas les signes d'un décès par overdose de fentanyl, car ces décès se caractérisent généralement par une personne qui devient « très somnolente » puis « arrête paisiblement de respirer » ; les vidéos ne montraient pas non plus Floyd en train de mourir subitement, comme d'une crise cardiaque[79].
- Andrew Baker, le médecin légiste en chef du comté d'Hennepin, qui a réalisé l'autopsie officielle du corps de Floyd[46],[79]. Il a déclaré qu'il s'en tenait à la conclusion de l'autopsie selon laquelle la mort de Floyd était un homicide causé par « un arrêt cardio-pulmonaire compliquant la maîtrise, la contrainte et la compression du cou par les forces de l'ordre. Il a déclaré que la maladie cardiaque de Floyd, l'intoxication au fentanyl et la consommation de méthamphétamine étaient des causes contributives mais non des causes directes parce qu'elles n'ont pas causé le subdual ou la compression du cou. » Il a dit qu'il ne croyait pas que la compression du cou qu'il a vue dans les vidéos (qui ne laissait aucun signe de blessure) ait pu restreindre le flux d'air ou de sang vers le cerveau de Floyd, mais qu'elle avait contribué au stress physiologique, à l'augmentation de l'adrénaline et à l'élévation de la pression sanguine[80].
- Jonathan Rich, un expert médical en cardiologie, a témoigné que malgré la présence d'une obstruction des artères coronaires dans le cœur de Floyd, le cœur est capable de créer de nouvelles voies pour la circulation du sang et qu'il n'a rien vu qui suggère qu'un événement cardiaque a joué un rôle dans sa mort. Il a également témoigné qu'il n'avait vu aucune preuve suggérant qu'une overdose de drogue avait causé la mort de Floyd[81].
- Philonise Floyd, frère cadet de George Floyd, qui a rappelé la relation étroite entre son frère et leur mère[44].
- Le dernier témoin, Seth Stoughton, professeur de droit et ancien officier de police, a parlé en tant qu'expert en usage de la force. En utilisant la norme de « l'officier raisonnable », il a témoigné que le niveau de force de Chauvin était disproportionné par rapport aux circonstances. « Aucun officier raisonnable n'aurait cru qu'il s'agissait d'un usage approprié, acceptable ou raisonnable de la force »[46].

#### Caméra corporelle et images de surveillance
Les images des caméras corporelles des quatre officiers impliqués ont été versées aux preuves et montrées au procès. Peu de temps après que Floyd ait été emmené en ambulance, la caméra corporelle de Chauvin le montre en train de répondre à un spectateur qui contestait le fait qu'il se soit agenouillé sur le cou de Floyd. Chauvin a répondu au spectateur en disant : « C'est l'opinion d'une personne, nous avons dû contrôler ce type parce qu'il est assez grand. On dirait qu'il est probablement sous l'emprise de quelque chose. » Les procureurs ont également montré des images de surveillance de Floyd à Cup Foods peu avant son meurtre.

#### Témoin de réfutation
Dans une réfutation des arguments de la défense le 15 avril, l'accusation a fait appel à Martin Tobin pour témoigner à nouveau. Tobin, un expert en insuffisance respiratoire, n'était pas d'accord avec l'affirmation du témoin de la défense Fowler selon laquelle le monoxyde de carbone provenant de la voiture de police aurait pu jouer un rôle dans la mort de Floyd. Tobin a témoigné que les résultats de l'autopsie ont montré que le sang de Floyd avait un niveau de saturation en oxygène de 98 %, ce qui signifie que « tout ce qu'il y avait pour le reste était 2 % » et que les humains ont normalement un niveau sanguin de 0 à 3 % de monoxyde de carbone à tout moment.

### Défense
La défense a commencé sa plaidoirie le 13 avril 2021, et s'est reposée le 15 avril après deux jours de témoignages de sept témoins.

#### Témoins de la défense
Chauvin a décidé de ne pas témoigner pour sa propre défense, exerçant son droit au cinquième amendement,. Les témoins de la défense étaient :
- Scott Creighton, un officier de la MPD à la retraite qui a témoigné au sujet d'un contrôle routier de Floyd en mai 2019 au cours duquel il a pointé son arme sur Floyd parce que Floyd ne répondait pas aux ordres de montrer ses mains, ajoutant que le « comportement de Floyd était très nerveux, anxieux » au cours de l'incident précédent[46].
- Michelle Moseng, une paramédicale retraitée de Hennepin EMS qui a assisté Floyd après son arrestation en mai 2019 et a témoigné de l'hypertension artérielle de Floyd, du risque d'accident vasculaire cérébral et de l'utilisation de Percocets[46].
- Shawanda Hill, une passagère du SUV de Floyd qui a témoigné que Floyd était endormi après avoir quitté Cup Foods, qu'il s'est brièvement réveillé après que des employés de Cup Foods se soient approchés, et qu'il s'est réveillé à nouveau après qu'elle a essayé de le réveiller et lui ait dit « la police est là »[46].
- Peter Chang, un officier de la police du parc de Minneapolis qui est intervenu sur les lieux, a témoigné que les passants étaient « très agressifs envers les officiers »[46].
- Nicole Mackenzie, coordonnatrice du soutien médical de la police militaire, a également été appelée comme témoin à charge et a été interrogée sur la formation de la police militaire au sujet du délire agité[46].
- Barry Brodd, ancien officier de police et expert en autodéfense, a défendu les actions de Chauvin. Brodd a déclaré que Chauvin agissait de manière objectivement raisonnable et était justifié lorsqu'il a mis Floyd menotté en position couchée. Il a déclaré que l'action n'était pas qualifiée de force parce qu'aucune douleur n'avait été infligée et que Chauvin suivait la politique du département de police de Minneapolis et les normes actuelles d'application de la loi[87].
- David Fowler, un médecin légiste à la retraite, a déclaré que la cause de la mort de Floyd devait être classée comme « indéterminée » plutôt que comme « homicide ». Il a déclaré : « À mon avis, M. Floyd a subi une arythmie cardiaque soudaine... due à sa maladie cardiaque athérosclérotique et hypertensive... pendant qu'il était retenu et maîtrisé par la police ». Selon lui, le fentanyl et la méthamphétamine ont tous deux contribué à la mort de Floyd et l'exposition aux gaz d'échappement du véhicule aurait pu y contribuer en provoquant une augmentation du monoxyde de carbone dans son sang, voire un empoisonnement au monoxyde de carbone[88].
- Le témoignage de Fowler dans le procès de Chauvin rappelait la cause de la mort donnée dans le cas d'Anton Black, un étudiant de 19 ans, un adolescent noir décédé en 2018 après avoir été maîtrisé et plaqué au sol par trois policiers blancs. Un rapport médical signé par Fowler indiquait que la mort de l'adolescent était due à ses problèmes cardiaques et qu'il s'agissait d'un accident. Fowler fait face à un procès de la part de la famille de Black, qui l'accuse de dissimuler des preuves et de protéger les officiers[89],[90]. L'Union américaine pour les libertés civiles a accusé Fowler de « créer de faux récits sur ce qui tue les Noirs dans les rencontres avec la police[91],[92],[93]. »

#### Images de la précédente arrestation de Floyd
The New York Times a rapporté qu'alors que le juge Cahill a essayé de limiter strictement les actes passés et l'état d'esprit de Floyd en disant qu'ils n'étaient pas pertinents pour l'affaire, l'avocat de la défense Nelson a été autorisé à ouvrir la défense de Chauvin avec une vidéo d'une arrestation de Floyd en mai 2019 liée à une consommation de drogue antérieure, suggérant qu'elle montrait « un modèle de comportement dans lequel M. Floyd a répondu à la police en paniquant, ce qui implique qu'il a simulé sa réponse. » Nelson avait précédemment déclaré devant le tribunal : « [La réponse de Floyd] va à la nature même de cette affaire et pourquoi la perception du public est ce qu'elle est ; les choses qu'il dit. 'Je ne peux pas respirer'. 'Je suis claustrophobe'. Il réclame sa maman. »

### Plaidoirie finale
Les plaidoiries finales ont eu lieu le 19 avril 2021, après que Cahill ait annoncé le 15 avril que « les preuves sont maintenant complètes pour cette affaire »,. Pour l'accusation, Schleicher a commencé ses déclarations en disant « Il s'appelait George Perry Floyd Jr. », ajoutant plus tard que le comportement de Chauvin « n'était pas du maintien de l'ordre, c'était un meurtre ». Pour la défense, Nelson a dit qu'un « officier de police raisonnable comprendrait cette situation », arguant que « Floyd était capable de surmonter les efforts de trois officiers de police alors qu'il était menotté ». Pour la réfutation de l'État, Blackwell a dit que « raisonnable est ce que raisonnable fait », demandant aux jurés de « croire leurs yeux ». Avant les plaidoiries, Cahill a lu les instructions au jury.

### Verdict

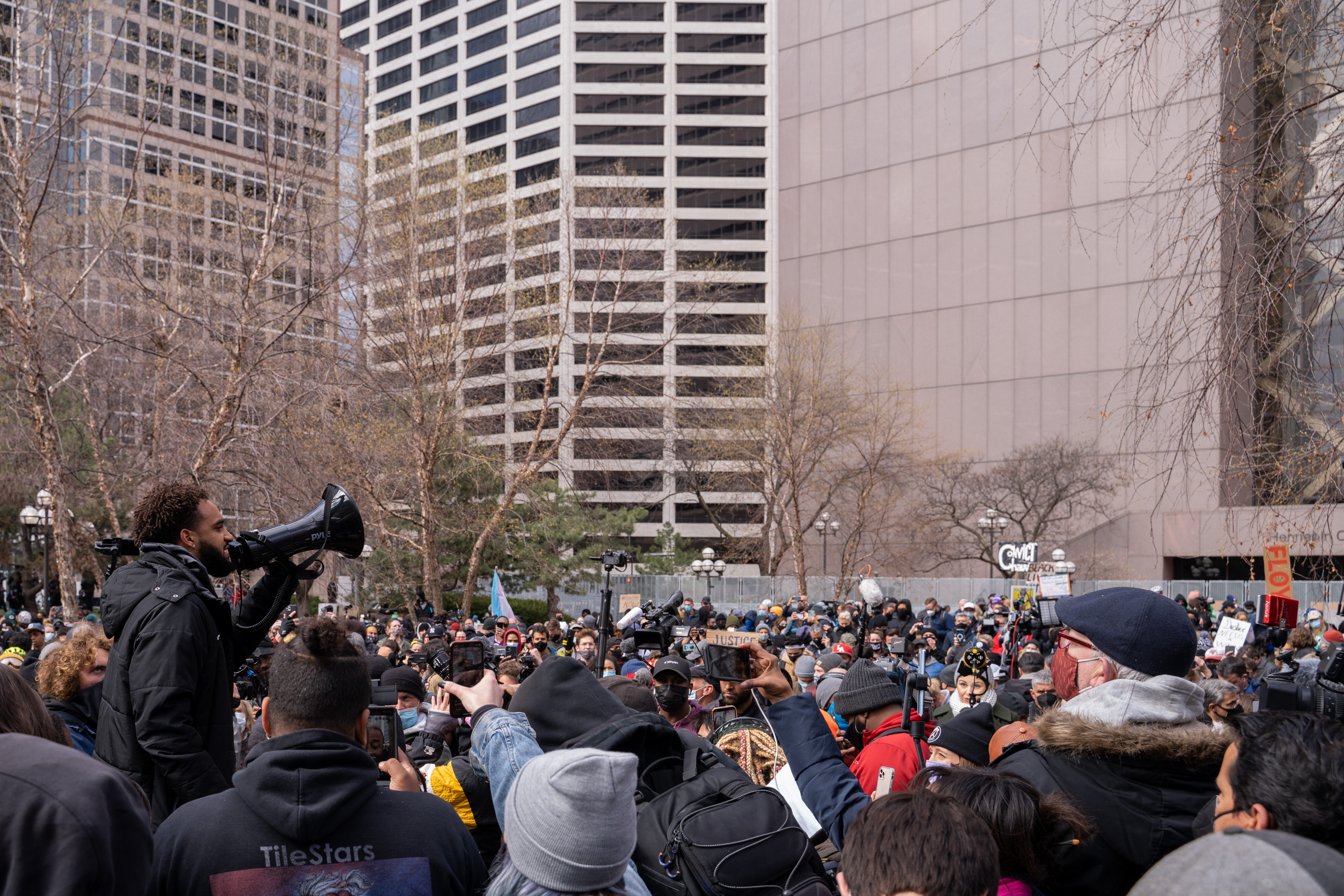
La foule se rassemble à Minneapolis pour l'annonce du verdict dans le procès de Derek Chauvin, le 20 avril 2021.

Les délibérations du jury ont commencé le 19 avril 2021, après les plaidoiries finales. Le 20 avril, le jury a annoncé qu'il était parvenu à un verdict après dix heures de délibération. Chauvin a été déclaré coupable des trois chefs d'accusation,,, devenant ainsi le premier policier blanc du Minnesota à être condamné pour le meurtre d'une personne noire. Ce n'est que la deuxième fois qu'un policier est condamné pour meurtre au Minnesota, la première étant la condamnation pour meurtre au troisième degré de l'officier américain d'origine somalienne Mohamed Noor pour le meurtre de Justine Damond, une femme blanche. Selon Nielsen, environ 18 millions de téléspectateurs sur six réseaux ont regardé la lecture en direct du verdict.
Après la lecture du verdict, la caution de Chauvin a été révoquée et il a été placé en détention provisoire par le bureau du shérif du comté de Hennepin, qui a transféré Chauvin au Minnesota Department of Corrections. Chauvin a ensuite été placé dans la prison d'État à sécurité maximale d'Oak Park Heights et maintenu en isolement pendant 23 heures par jour,.

### Requête pour un nouveau procès
Des préoccupations concernant la partialité des jurés ont été soulevées après la publication d'une image d'un juré, Brandon Mitchell, portant un chapeau « BLM » et un t-shirt indiquant « Retirez vos genoux de nos cous » alors qu'il participait à une marche à Washington, DC honorant le discours I have a dream de Martin Luther King.
La motion de nouveau procès de Chauvin a été rejetée par le juge Cahill quelques heures avant sa condamnation le 25 juin. Le juge Cahill a statué la nuit précédente que Chauvin « n'a pas réussi à démontrer... que la Cour a abusé de son pouvoir discrétionnaire ou a commis une erreur telle que le défendeur a été privé de son droit constitutionnel à un procès équitable » et n'a pas réussi à démontrer une faute de l'accusation ou des jurés.

### Condamnation
Chauvin risquait un maximum de 40 ans de prison, mais les directives de détermination de la peine du Minnesota suggéraient une peine de 12,5 ans car Chauvin est un délinquant primaire sans antécédents criminels. L'État a indiqué qu'il demanderait une peine plus longue que celle recommandée par les directives en raison de facteurs aggravants, notamment le fait que le meurtre a eu lieu en présence d'enfants, que Floyd a été traité avec une « cruauté particulière » par Chauvin et que Chauvin, en tant que policier, a « abusé de sa position d'autorité ». Le 12 mai, le juge Cahill a autorisé l'accusation à demander une peine de prison plus élevée après avoir constaté que Chauvin a traité Floyd « avec une cruauté particulière ». « Les procureurs ont demandé une peine d'emprisonnement de 30 ans, qui était deux fois supérieure à la fourchette présumée des peines » et « tiendrait compte de l'impact profond de la conduite du défendeur sur la victime, la famille de la victime et la communauté », selon un mémo sur la détermination de la peine. L'avocat de Chauvin, Nelson, a fait valoir que l'ancien officier devrait plutôt bénéficier d'une mise à l'épreuve et d'une période d'emprisonnement, écrivant dans un document que « M. Chauvin demande à la Cour de regarder au-delà de ses conclusions, de ses antécédents, de son absence de passé criminel, de sa facilité à être mis à l'épreuve, des faits inhabituels de cette affaire et du fait qu'il est le produit d'un système « brisé ». »
Le 25 juin 2021, un an et un mois après le meurtre de Floyd, l'audience de détermination de la peine de Chauvin a commencé. Au cours de leurs déclarations des victimes, divers membres de la famille de Floyd ont exprimé le traumatisme émotionnel subi à cause du meurtre de Floyd et ont demandé à la Cour la peine maximale. La mère de Chauvin a également fait une déclaration au nom de sa famille. Dans une déclaration, Chauvin a exprimé ses condoléances à la famille Floyd, disant qu'« il y aura d'autres informations à l'avenir qui seront intéressantes et j'espère que cela vous permettra d'avoir l'esprit tranquille ».
Le juge Cahill a condamné Derek Chauvin à 22,5 ans de prison (moins les 199 jours de crédit qu'il a reçus) pour l'accusation de meurtre au second degré sous l'égide du Minnesota Department of Corrections. Les accusations d'homicide involontaire au deuxième degré et de meurtre au troisième degré n'ont pas été jugées, car il s'agit d'infractions mineures,,. Chauvin est interdit à jamais de posséder des armes à feu et/ou des explosifs, et il doit fournir un échantillon d'ADN et s'enregistrer comme délinquant prédateur.

## Réactions

### Protestations et manifestations

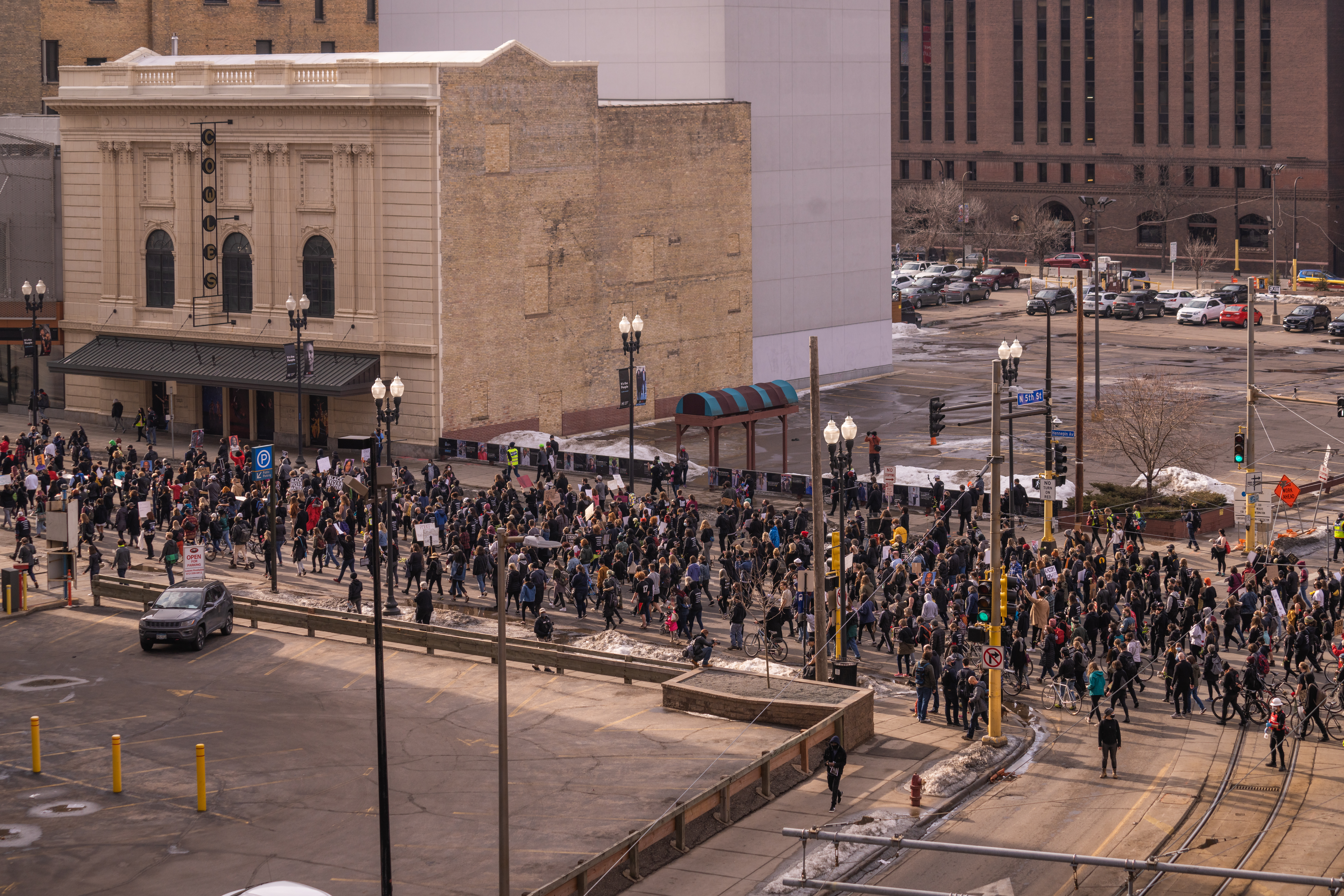
Des manifestants défilent à Minneapolis le 7 mars 2021.

Des manifestations, des rassemblements et des marches ont eu lieu à l'extérieur du palais de justice, que les responsables ont entouré d'une barrière temporaire en béton, de clôtures métalliques et de fils barbelés en prévision de troubles civils. Au début de 2021, les responsables de Minneapolis et du comté d'Hennepin ont dépensé un million de dollars pour l'installation de clôtures et de barricades dans les bâtiments gouvernementaux et les postes de police en prévision de troubles civils pendant le procès. En février 2021, le gouverneur Walz a déployé la Garde nationale du Minnesota pour la sécurité du procès et en cas de troubles civils, en réponse aux demandes du maire de Minneapolis, Jacob Frey, et du maire de Saint Paul, Melvin Carter.
Le 7 mars 2021, un jour avant la sélection des jurés, plusieurs centaines de manifestants ont défilé dans le centre-ville de Minneapolis et se sont rassemblés devant le palais de justice pour pleurer le meurtre de Floyd et demander une réforme de la police. Le 8 mars, environ un millier de manifestants se sont rassemblés pacifiquement devant le palais de justice pour demander justice pour Floyd et soulever des questions plus larges d'injustice raciale. Le 28 mars, un jour avant les déclarations d'ouverture, plusieurs rassemblements et protestations ont eu lieu à Minneapolis, y compris une marche dans le centre-ville de Minneapolis pour demander justice pour Floyd et des rassemblements au palais de justice et à l'hôtel de ville. La famille de Floyd et Al Sharpton ont organisé une veillée le 28 mars à la Greater Friendship Missionary Baptist Church à Minneapolis.
Le 6 avril 2021, la famille de Floyd a tenu une prière et une conférence de presse devant le palais de justice avec Sharpton, l'avocat de la famille Benjamin Crump et l'ancien gouverneur de New York David Paterson. Le 13 avril, après le meurtre de Daunte Wright, des membres des familles Floyd et Wright ont tenu une conférence de presse devant le palais de justice avec Crump.

### Responsables gouvernementaux
Le 29 mars, la porte-parole de la Maison-Blanche, Jen Psaki, a déclaré que le président Joe Biden « suivrait [le procès] de près », qu'il n'interviendrait pas tant qu'il serait en cours et qu'il n'était pas en contact avec la famille de Floyd avant le procès. La représentante américaine Cori Bush a tweeté le 29 mars que « Derek Chauvin est en procès » et que « George Floyd n'est pas en procès », ajoutant le 30 mars que l'avocat de Chauvin « soutient que George Floyd ne mérite pas la justice ».
Le 19 avril, Maxine Waters, représentante de la Californie, a déclaré que si Chauvin n'était pas reconnu coupable de meurtre, les membres des manifestations « doivent rester dans la rue, nous devons être plus actifs, nous devons être plus conflictuels, nous devons nous assurer qu'ils savent que nous sommes sérieux. » Le juge Cahill a qualifié d'« odieux » le fait que les législateurs ne s'abstiennent pas de commenter les affaires judiciaires et a déclaré que les commentaires de Waters pouvaient constituer un motif pour la défense de faire appel et d'annuler un éventuel verdict de culpabilité.
Pendant que le jury séquestré délibérait, Biden a déclaré qu'il priait pour « le bon verdict ». Il a également contacté la famille de Floyd pendant cette période. Il a fait remarquer : « C'est une bonne famille et elle appelle à la paix et à la tranquillité, quel que soit le verdict. » Après le verdict, Biden et la vice-présidente Kamala Harris ont fait des déclarations à la presse, Biden le qualifiant d'« avancée ». Harris a déclaré que la justice n'était pas seulement un « problème de personnes de couleur », mais un problème pour « chaque Américain ». Ils ont tous deux exhorté le Congrès à adopter la loi George Floyd Justice in Policing Act, que Harris a co-écrite en tant que sénateur, afin de réformer le maintien de l'ordre en Amérique.
Après le verdict, les sénateurs républicains Tim Scott (Caroline du Sud) et Mike Braun (Indiana) ont fait des déclarations indiquant leur soutien au jugement. Scott a déclaré qu'il était « reconnaissant pour le verdict » et qu'« il n'y a aucun doute dans [son] esprit que le jury a rendu le bon verdict », et Braun a déclaré qu'il avait « espéré » un verdict de culpabilité La représentante démocrate Joyce Beatty de l'Ohio, présidente du Congressional Black Caucus, a pris la parole pour soutenir la loi George Floyd Justice in Policing Act. L'ancien président Barack Obama et la première dame Michelle Obama ont déclaré que « Minneapolis a fait ce qu'il fallait. »

### Visionnage public du procès

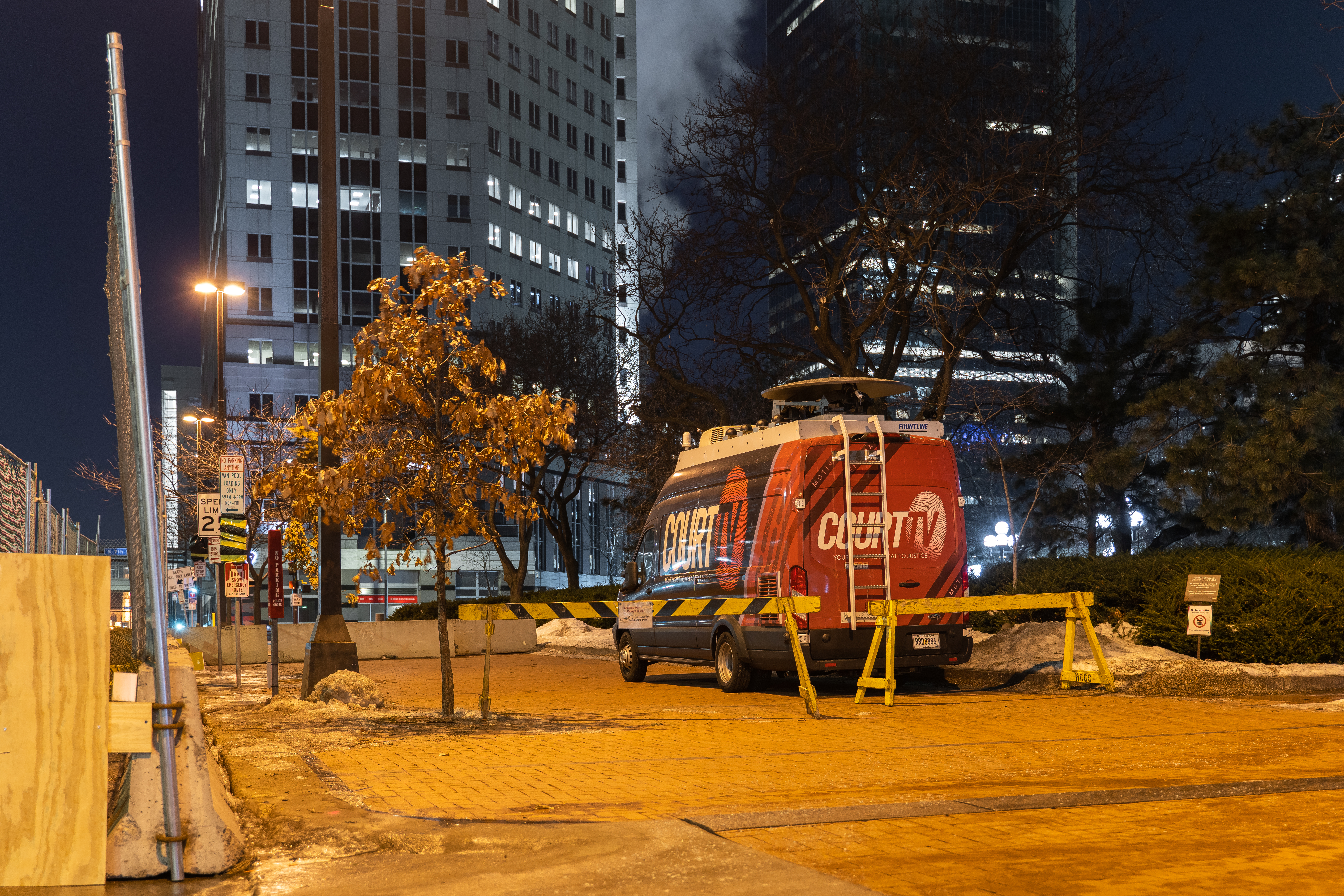
Fourgon de la Court TV à l'extérieur du lieu du procès, le 25 février 2021.

Il s'agissait du premier procès pénal au Minnesota à être entièrement télévisé et du premier dans un tribunal d'État à être diffusé en direct. Court TV a télévisé l'intégralité du procès en direct. The New York Times a fait état d'un fort intérêt du public tout au long du procès. CNN a eu plus d'audience pendant les parties clés du procès qu'aux heures de grande écoute. Tous les réseaux de diffusion ont eu une « énorme audience » et aux États-Unis, plus de 23 millions de personnes ont regardé la lecture du verdict,,. Il a également été largement diffusé dans le monde entier, avec une grande audience et des commentaires. Les procès du Minnesota ne sont généralement pas télévisés. Cependant, en raison de la pandémie de Covid-19 en cours, le juge Cahill a pris la décision de téléviser le procès. Le procureur général Ellison s'y est opposé, craignant que cela n'intimide les témoins, mais une coalition de la défense, des médias et, finalement, le juge Cahill n'étaient pas d'accord.

### Famille, équipe juridique et sympathisant

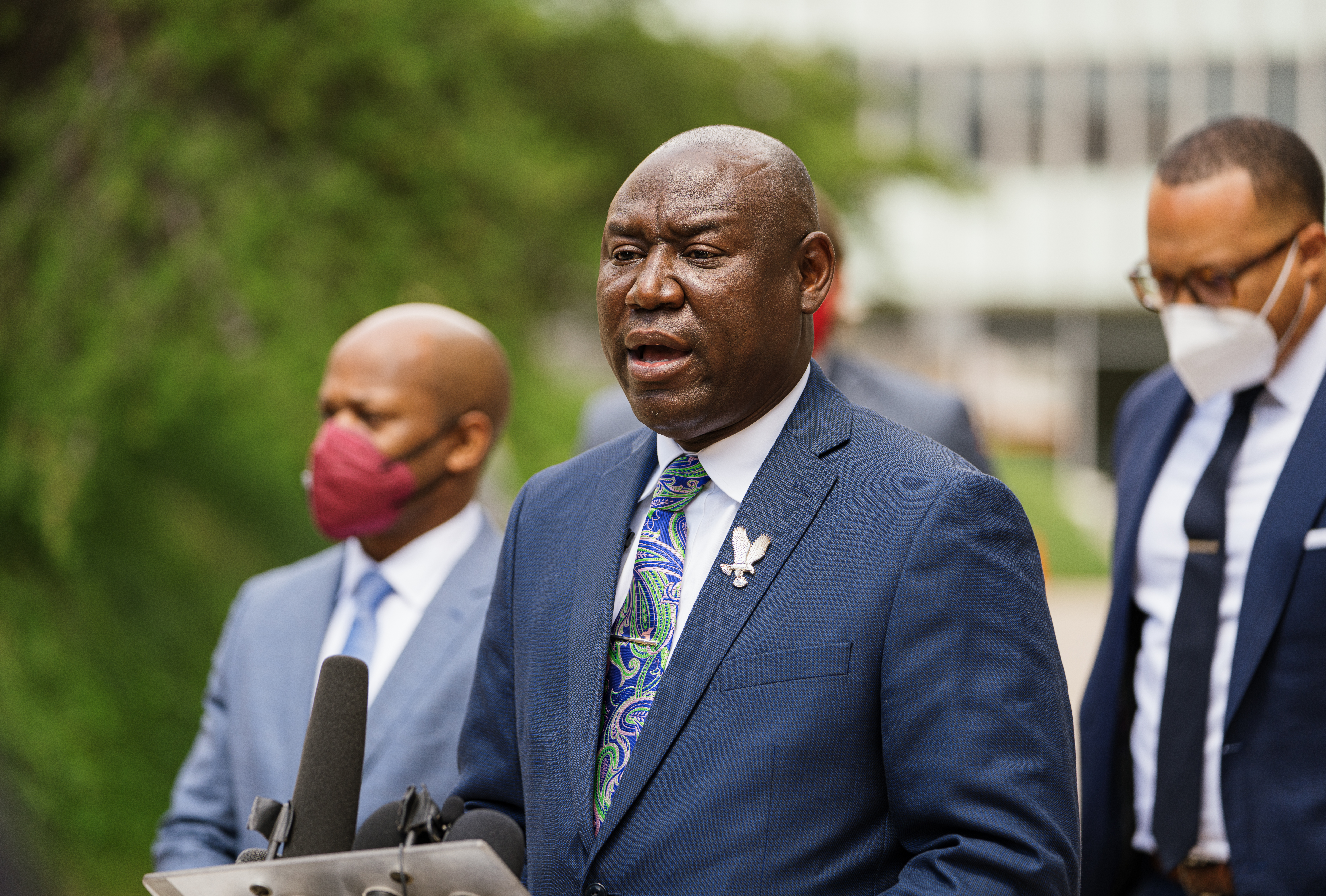
L'avocat Benjamin Crump.

Après la condamnation de Chauvin, Ellison, qui était le chef de l'accusation, a tenu une conférence de presse télévisée dans laquelle il a remercié son équipe d'accusation. Le procureur du comté de Hennepin, Mike Freeman, et les avocats du procès, Steve Schleider, Jerry Blackwell et Matthew Frank, étaient parmi ceux qui ont pris la parole lors de la conférence de presse d'Ellison après le procès. 

« Une justice douloureusement gagnée est arrivée pour la famille de George Floyd et la communauté ici à Minneapolis, mais le verdict d'aujourd'hui va bien au-delà de cette ville et a des implications significatives pour le pays et même le monde. La justice pour l'Amérique noire est la justice pour toute l'Amérique. Cette affaire marque un tournant dans l'histoire américaine en matière de responsabilité des forces de l'ordre et envoie un message clair qui, nous l'espérons, sera entendu dans chaque ville et chaque État. »

Floyd avait trois frères et une sœur. Lors de la conférence de presse, Philonise Floyd a déclaré : « J'ai prié et espéré pendant de nombreux jours... J'ai dit : 'J'ai la foi qu'il sera condamné'. J'ai dit : 'J'ai la foi qu'il sera condamné'. » Elle a comparé le meurtre de son frère à celui d'Emmett Till, dont le meurtre a fait de lui une icône du mouvement des droits civiques. Un autre frère, Terrence Floyd, a pris la parole en disant : « Je suis simplement reconnaissant. Je suis reconnaissant que ma grand-mère, ma mère, ma tante, aient pu voir cette histoire se dérouler. » La sœur de Floyd, Bridgett, a déclaré : « C'est un très grand pas qu'ils [le jury] ont fait hier. Mais c'est la bonne façon de faire les choses. C'est la façon dont les choses sont censées être faites. Et il n'aurait pas dû falloir qu'un officier soit sur le cou d'un homme, le cou de mon frère, pendant neuf minutes et 29 secondes pour qu'ils soient condamnés. »
Le révérend Al Sharpton était également présent. Il a pris la parole en déclarant : « Nous avons encore des affaires à régler, mais cela nous donne l'énergie de continuer à nous battre. » Le président de la NAACP, Derrick Johnson, a publié une déclaration sur le verdict. Johnson a déclaré en partie : « Alors que la justice a envoyé Derek Chauvin derrière les barreaux pour le meurtre de George Floyd, aucun montant de justice ne ramènera le père de Gianna. De la même manière qu'un officier de police raisonnable n'étoufferait jamais à mort un homme non armé, un système judiciaire raisonnable reconnaîtrait ses racines dans la suprématie blanche et mettrait fin à l'immunité qualifiée. »

### International
Le Premier ministre canadien Justin Trudeau s'est félicité du verdict et a déclaré que les Américains avaient vu « l'obligation de rendre des comptes pour le meurtre de George Floyd »b mais a mis en garde contre la persistance d'un racisme systémique présumé aux États-Unis. Le Premier ministre britannique Boris Johnson a déclaré qu'il avait été « consterné » par le meurtre de Floyd et que ses pensées allaient à la famille de Floyd. Le maire de Londres Sadiq Khan a déclaré que le verdict devait être « le début d'un véritable changement, pas la fin », et a compati avec la famille de Floyd.
La chef des droits de l'homme des Nations Unies, Michelle Bachelet, a qualifié le verdict de « capital ».

### Couverture médiatique
The Guardian a rapporté que les pays du monde entier ont manifesté un intérêt intense pour le procès, les organismes d'information bloguant en direct les débats et l'issue coupable du procès. Ils ont commenté que beaucoup étaient soulagés que le jury ait rendu un verdict que beaucoup considéraient comme correct, et se sont interrogés sur ce que cela signifiait pour les futures relations raciales aux États-Unis. Le journal français Le Monde a déclaré que les Américains étaient soulagés par le « verdict historique » et a décrit la foule réunie à l'extérieur de la salle d'audience comme étant en liesse lorsque le verdict a été rendu. The Times of India a exprimé un commentaire similaire : « Larmes de joie, soulagement après la condamnation dans l'affaire du meurtre de Floyd. » En Espagne, l'ABC a commenté que le procès avait « secoué le pays pendant l'année écoulée et traîné une fois de plus la démocratie la plus ancienne et la plus stable du monde devant le miroir des inégalités raciales. » En Suède, le Svenska Dagbladet a utilisé le verdict pour regarder vers l'avenir, citant le président Joe Biden dans son titre : « Joe Biden : l'arrêt Floyd est un grand pas en avant ». En Australie, The Sydney Morning Herald a écrit que si « le moment est sans aucun doute significatif... personne aux États-Unis, et surtout pas les Afro-Américains, n'est assez naïf pour croire que le verdict marque la fin de l'inégalité raciale ou de la brutalité policière en Amérique. » Le site web en langue anglaise du Global Times, journal d'État chinois, a déclaré : « L'ancien policier américain Derek Chauvin est reconnu coupable de meurtre et d'homicide involontaire dans la mort de George Floyd. »

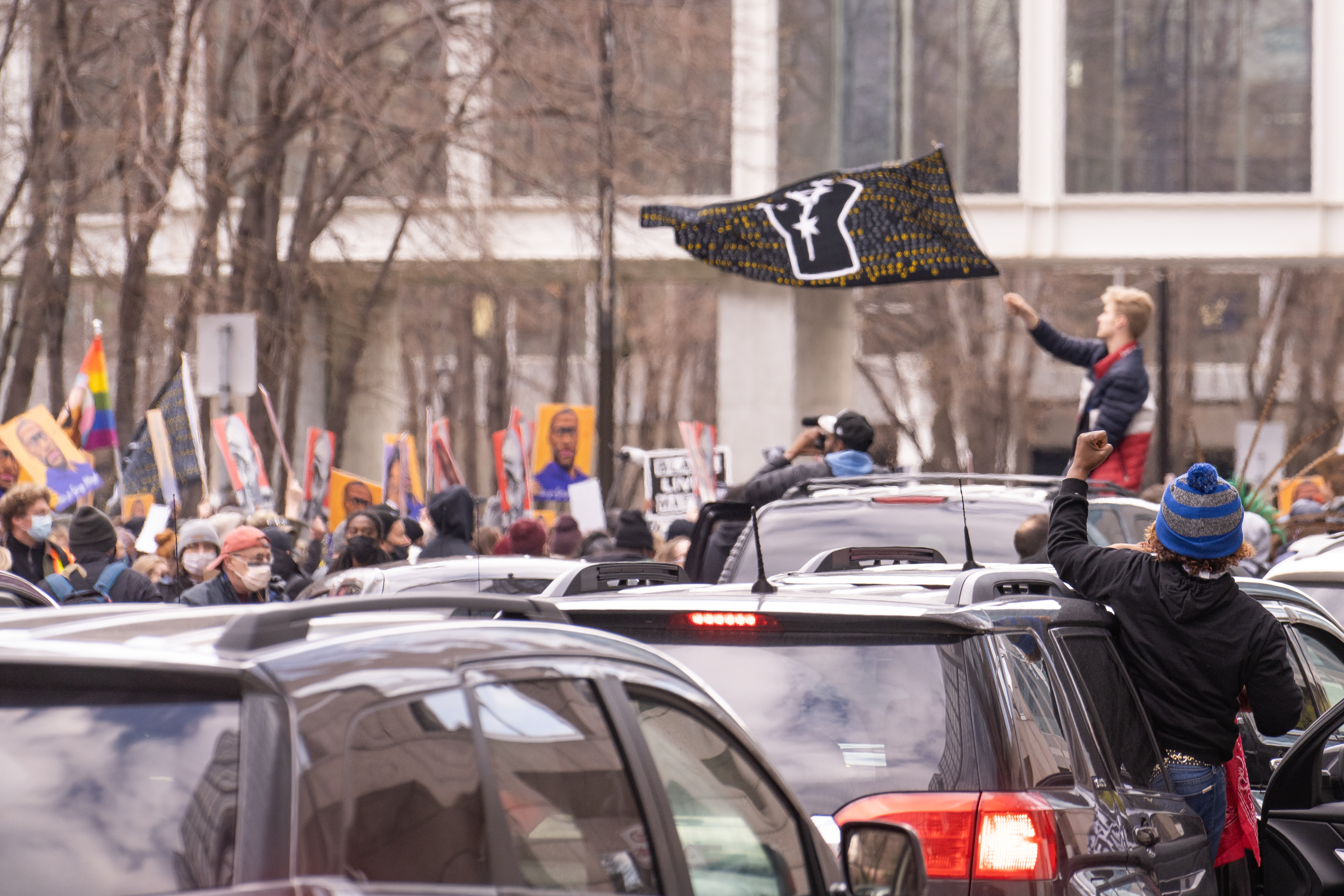
Une foule à l'extérieur du palais de justice de Minneapolis célèbre le verdict de culpabilité, le 20 avril 2021.

Le verdict du procès a suscité une vive réaction de la part des médias de droite et conservateurs, qui ont affirmé que le verdict était « truqué » ou influencé par la « loi de la foule. » S'exprimant sur le podcast War Room de Steve Bannon, l'avocat de l'ancien président Donald Trump, Rudy Giuliani, a suggéré que l'affaire « a été subvertie par les médias, par Maxine Waters et par de nombreux autres fonctionnaires. » Selon Giuliani, « il était impossible que le jury n'ait pas entendu cela et n'y ait pas prêté attention. » Bannon a également inclus le président Biden dans la liste des « fonctionnaires extérieurs. » Le 20 avril 2021, le commentateur conservateur américain Tucker Carlson a déclaré sur Fox News, sans preuve, que les jurés qui ont déclaré Chauvin coupable ont été menacés de le faire par les manifestations de Black Lives Matter, plutôt que d'être influencés par les témoignages ou la vidéo viscérale du meurtre de Floyd. Carlson a dit : « Tout le monde comprenait parfaitement les conséquences d'un acquittement dans cette affaire. Après presque un an d'incendies, de pillages et de meurtres commis par BLM, cela n'a jamais fait de doute ».

## Sondage d'opinion
Selon un sondage réalisé par CBS News, trois Américains sur quatre pensent que le jury a rendu le bon verdict dans le procès de Derek Chauvin. Parmi les Américains blancs, 90 % des démocrates interrogés pensent que le jury a rendu le bon verdict, tandis que seulement 54 % des républicains estiment que la décision de culpabilité est correcte. 93 % des Noirs américains ont approuvé la décision. Le sondage a montré que parmi les 25 % qui pensent que le jury n'a pas pris la bonne décision, ils sont également « fortement en désaccord » avec les convictions du mouvement Black Lives Matter. Ils s'identifient en grande partie comme conservateurs et sont majoritairement blancs. Le président Joe Biden a obtenu un taux d'approbation de 60 % pour sa gestion des affaires entourant le meurtre de Floyd et le procès de Chauvin, ce qui est similaire à son taux d'approbation global des 100 premiers jours de son mandat.